# Saint-Sixt
Saint-Sixt – miejscowość i gmina we Francji, w regionie Owernia-Rodan-Alpy, w departamencie Górna Sabaudia. Nazwa miejscowości pochodzi od imienia św. Sykstusa.
Według danych na rok 1990 gminę zamieszkuje 508 osób, a gęstość zaludnienia wynosi 98 osób/km² (wśród 2880 gmin regionu Rodan-Alpy Saint-Sixt plasuje się na 1139. miejscu pod względem liczby ludności, natomiast pod względem powierzchni na miejscu 1502.).